# Iuhina de Myanmar
La iuhina de Myanmar (Yuhina humilis) és un ocell de la família dels zosteròpids (Zosteropidae).

## Hàbitat i distribució
Habita boscos i vegetació secundària, a les muntanyes del sud i est de Myanmar, incloent Tenasserim, i nord-oest de Tailàndia.